# Histiostomatidae
Die Histiostomatidae sind Milben aus der Gruppe der Astigmatina (früher: Astigmata) und bilden hier eine monophyletische Gruppe.

## Beschreibung
Die Tiere sind sehr klein und erreichen eine Länge von etwa 0,6–0,8 mm. Die Histiostomatiden zeichnen sich durch ungewöhnlich gestaltete Mundwerkzeuge aus. Hierbei sind die Cheliceren ursprünglich mehr oder weniger stilettförmig, in stärker abgeleiteten Taxa auch kamm- oder bürstenförmig ausgebildet. Der bei anderen Milben scherenförmig gegen den Digitus fixus bewegliche Digitus mobilis ist zu unbeweglichen Resten verkümmert. Die Pedipalpen sind in Relation zur Chelicere ungewöhnlich mächtig ausgebildet und an ihrem Vorderende häufig mit fransenartigen Strukturen (Palparmembran) besetzt. Diese morphologischen Besonderheiten könnten eine Anpassung an das Fressen von Bakterien sein.
Wichtige Apomorphien der Histiostomatidae betreffen den gesamten ungewöhnlichen Aufbau der Mundwerkzeuge (= „Gnathosoma“). Dazu gehören die abgewandelten Cheliceren, die relativ verdickten Pedipalpen (die zudem meist auffällig nach außen gebogen sind) und die Palparmembran, die von den Coxalenditen am distalen Gnathosoma gebildet wird. Zudem ist das Vorhandensein von deutlich nach vorn gerichteten Beinpaaren III und IV der Deutonymphe eine bedeutende Apomorphie dieser Milbengruppe. Eine weitere Besonderheit und mögliche Apomorphie bei erwachsenen Tieren und gelegentlich auch den Nymphen (von der Deutonymphe abgesehen) sind die in symmetrische Felder untergliederten Kutikulaverdickungen (deutlich abgrenzbare „Schilder“) auf der Oberseite des vorderen Propodosomas. Es handelt sich bei diesen Propodosoma-Schildern offenbar um Muskelursprungsstellen.

## Lebensweise
Die Milben sind Bakterienfresser. Sie sind in der Regel phoretisch und werden häufig durch Insekten von einem Lebensraum zum nächsten transportiert. Die typischen Lebensräume (Tierdung, Kompost, Tierkadaver) sind rasch vergänglich und machen diese Verbreitungsweise notwendig. Vertreter der Histiostomatidae sind häufig auch in Insektenbauten zu finden. Sie sind dabei nicht selten an Brutfürsorge betreibende Insekten gebunden, wie zum Beispiel Ohrwürmer, Totengräber (Nicrophorus), Käfer der Gattung Heterocerus, Borkenkäfer (Scolytidae), Ameisen und Bienen. Besondere Anpassungen in Form von Abwandlungen verschiedener Körpermerkmale zeigen die in Holz, Rinde oder in verschiedenen wässrigen Habitaten lebenden Arten der Histiostomatidae. Eine besonders ungewöhnliche Lebensstätte bewohnen zum Beispiel die Arten, die in den Schläuchen und Kannen fleischfressender Pflanzen, nämlich von Sarracenia und Nepenthes, leben. Sarraceniopus gibsoni besiedelt beispielsweise, so weit bekannt, ausschließlich die Kelche von Sarracenia purpurea.
Die Milben lassen sich im Labor meistens gut kultivieren und benötigen eine Entwicklungszeit von etwa 2,5 Wochen.

## Systematik
Die Histiostomatidae sind eine sehr artenreiche Gruppe astigmater Milben, in der bislang jedoch erst verhältnismäßig wenige Arten beschrieben sind. Etwa 300 Arten aus 56 Gattungen sind bisher bekannt. Die Familie steht stammesgeschichtlich an der Basis der Astigmatina, die heute als Zweig der Hornmilben angesehen werden.